# Kirk Carlsen
Pour les articles homonymes, voir Carlsen.
Kirk Carlsen, né le 25 mai 1987 à Nashua (New Hampshire), est un coureur cycliste américain.

## Biographie
Champion des États-Unis espoirs en 2008, Kirk Carlsen intègre en 2009 l'équipe Felt-Holowesko, avec laquelle il remporte notamment le classement de la montagne de la Redlands Bicycle Classic, puis passe professionnel l'année suivante au sein de sa maison-mère, Garmin-Transitions. 

## Palmarès

### Par année
- 2007
  - Elkhorn Classic Stage Race
  - Mount Tabor Circuit Race
  - Crawfish Criterium
- 2008
  -  Champion des États-Unis sur route espoirs
  - Lake Sunapee Bike Race
- 2009
  - Grand Prix Ost Fenster
- 2011
  - Joseph Mendes Criterium
- 2012
  - Pescadero Coastal Classic
  - 2e de la Killington Stage Race
- 2013
  - Madera County Stage Race :
    - Classement général
    - 1re et 3e étapes (contre-la-montre)

  - Sea Otter Classic :
    - Classement général
    - 3e étape (contre-la-montre)
- 2014
  - Snelling Road Race
  - Tour de Murrieta :
    - Classement général
    - 1re étape (contre-la-montre)

### Classements mondiaux
| Année            | 2011 | 2012 | 2013 | 2014 |
| ---------------- | ---- | ---- | ---- | ---- |
| UCI Asia Tour    | 324e |      |      |      |
| UCI America Tour |      |      | 279e | 129e |